# Populus balsamifera
Espèce
Classification APG III (2009)
Populus balsamifera L., 1753, le Peuplier baumier, est une espèce de plantes à fleurs de la famille des Salicaceae. Il est aussi appelé liard, peuplier noir, baumier du Canada et peuplier de Gilead. C'est un peuplier à feuilles caduques très semblable au peuplier de l'Ouest avec lequel il s'hybride quand leur aires se chevauchent.

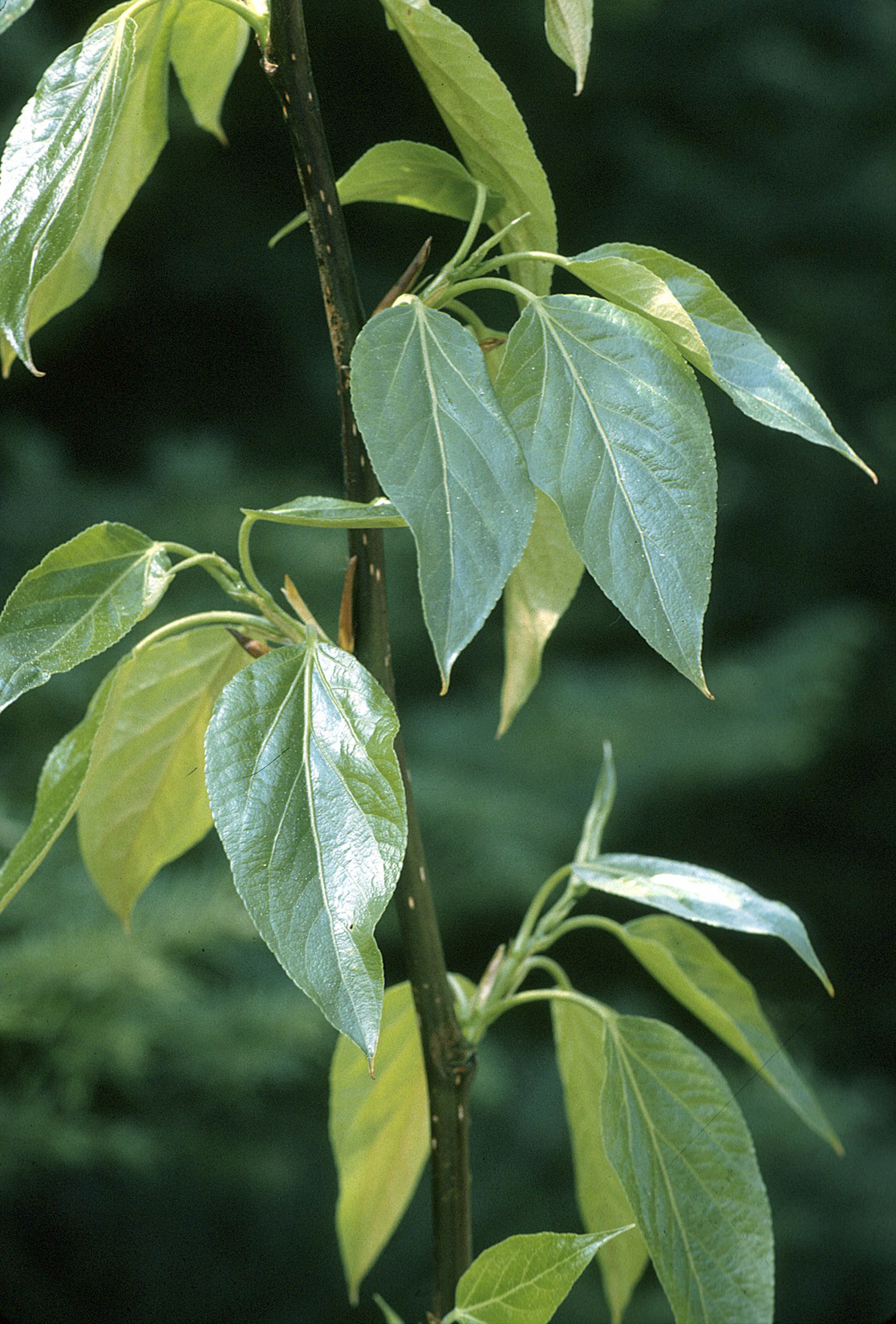
Populus balsamifera, rameau feuillé.

C'est une espèce des régions boréales de l'Amérique du Nord.  Il se distribue de l'Alaska à Terre-Neuve-et-Labrador. Il occupe principalement les vallées fluviales ou autres basses terres au sol riche et humide.  On le retrouve en peuplement pur, ou en association avec l'aulne, le saule, le sapin baumier, l'épinette blanche et l'épinette noire et le bouleau à papier.
Elle est appelée « Peuplier baumier », tout comme Populus trichocarpa[réf. nécessaire].

## Description
C'est un arbre pouvant atteindre 30 m en 40 ans. Son écorce est gris foncé. Les feuilles sont longues et légèrement dentelées de couleur verte mate. Les fleurs sont constituées de grappes de graines entourées d'un duvet blanchâtre.

## Utilisation
Les Autochtones l'utilisaient en temps de famine en mâchant l'écorce interne. Les vertus bactéricides de l'arbre sont exploitées pour fabriquer des onguents cicatrisants. On s'en sert également pour traiter les maladies de la peau et les affections pulmonaires. Son charbon de bois sert comme contrepoison et en cas d'intoxication. Le bois lui-même est employé dans la fabrication de divers objets comme du contreplaqué ou des cageots.